# Damaščanski mučenici
Damaščanski mučenici, jedanaestero kršćanskih mučenika iz Damaska, svetci Katoličke Crkve.
U Damask su franjevci došli 1233. godine. Bili su cijenjeni i poštovani u gradu.
Tijekom maronitskog ustanka protiv druskih gospodara u Libanonskom gorju, Druzi su ubili na tisuće kršćana maronita u južnom Libanonu te godine. Druzi su se uskoro okrenuli prema Damasku gdje su ih pobili još dvije tisuće, a broj mrtvih spasila je hrabra reakcija emira Abd el-Kadera.
9. srpnja 1860. druska rulja ušla je u grad i počela ubijati. Franjevci nisu nikamo bježali, znajući da nitkome nisu ništa skrivili i bili su uvjereni da ih nitko neće napadati, a posebice zato što su živjeli siromašno u svojim ćelijama i pustim hodnicima nije bilo ničega što bi moglo zanimati pljačkaše. 
Podivljali napadači došli su oko ponoći do franjevačkog samostana. Glavar samostana, Španjolac Emmanuel Ruiz (bl. Manuel Ruiz Lopez), pružio je utočište kršćanima koji su živjeli oko konventa i skrio ih unutar kapele. Pripremali su se za smrt, preporučili se Bogu i Blaženoj Djevici Mariji, te pobožno primali svoje posljednje hostije. Napadači su zastrašujućim prijetnjama iskušavali okružene i vjeru fratara. Ubojice su zaprijetile glavaru smrću ako odmah ne prijeđu na islam. Glavar je odbio. Svjestan smrti, a bojeći se da će svete hostije u svetohraništu biti predmetom profanacije fanatika nakon što pobiju kršćane, otišao je u crkvu konzumirati hostije. Prekinuli su ga, a fra Emmanuel je mirno stavio glavu na oltar.
Napadači su odsjekli glavu glavaru samostana te ga isjekli na komade te pobili ostatak zajednice, osmoricu franjevaca (šestoricu svećenika i dvojicu braće laika: prokurator Karmen Volta (Botta) zatučen je toljagom, pomoćni prokurator Engelbert Kolland ubijen sjekirom, Nikanor Miano, Nikola Marija Alberca (upucan) i Petar Soler (ubijen mačem) koji su učili arapski jezik pripremajući se za apostolski rad, te dvojica braće laika Franjo Pinazzo i Ivan Jakov Fernandez - bačeni sa zvonika crkve),  zajedno s trojicom maronita, koji su odbili izbjeći s ostalim kršćanima, nego radije izabrali smrt nego odreći se kršćanske vjere. Ta trojica maronita bila su braća Massabki, uglednici koji su došli u samostan provoditi život molitve.
Dali su živote za Krista, za miran suživot i toleranciju.
Franjevci su zamolili papu neka i braću Massabki pridruži franjevcima mučenicima, i 10. listopada 1926. godine papa Pio XI. ih je sve skupa proglasio blaženima. Kanonizirao ih je papa Franjo 20. listopada 2024. na Trgu sv. Petra.